# トータル・リターン・スワップ

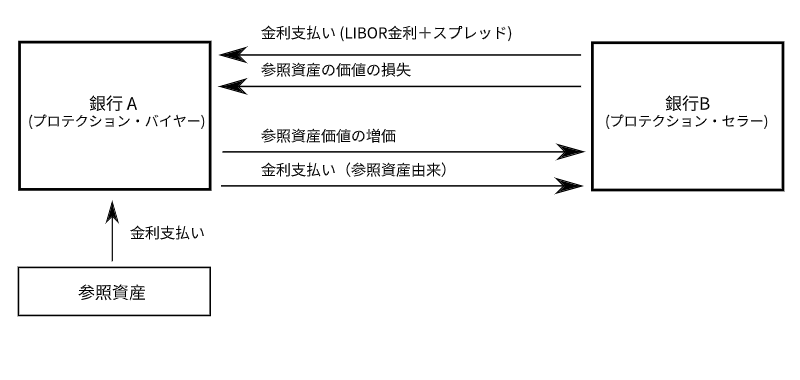
トータル・リターン・スワップのスキーム図

- トータル・リターン・スワップ
- トータルリターン・スワップ
- トータルリターンスワップ

トータル・リターン・スワップ（英語: Total Return Swap、略してTRS）、またはトータル・レート・オブ・リターン・スワップ（英語: Total Rate of Return Swap、略してTRORS）は、原資産の信用リスクと市場リスクの双方を移転する金融契約である。

## 契約の仕組み
TRSはクレジットデリバティブの一種である。店頭取引で取引され、当事者はプロテクションの買い手（protection buyer、トータル・リターンを支払う側）とプロテクションの売り手（protection seller、トータル・リターンを受け取る側）の2つである。
TRSの契約において、プロテクションの買い手は参照資産のリターンを支払う。このリターンには利子など参照資産から生じる収入と、参照資産の市場価格の上昇（キャピタルゲイン）を含む。プロテクションの売り手はその代償として、予め合意した金利に基づいて支払いを行い、さらに参照資産の市場価格が下落した場合に差額を支払う。金利はリスクフリーレートにスプレッドを乗せて決定することが一般的。スプレッドは当事者間の交渉で決定され、売り手の信用リスク、参照資産に係るマーケット(特にクレジットものの場合はクレジット)リスク、およびその相関の影響を受けるほか、概ね売り手の資金調達コストを上限とし、買い手の参照資産購入に必要な資金調達コストを下限とする。変動金利ではなく固定金利とする場合もある。
参照資産にTRSの最終決済時または参照資産にデフォルト等のクレジットイベントが発生した時、通常は現金決済であるため、プロテクションの売り手は参照資産の時価(デフォルトの場合は元本)を支払い、買い手は購入金額を支払う。
いずれのレグも同一の決済日かつ同一の通貨で支払いが行われる場合はオフセットされ、ネット金額で支払われる。
プロテクションの買い手は参照資産を所有することが多いが、TRSの要件に含まれず、プロテクションの買い手も売り手も参照資産を保有する必要はない。

## TRSのリスク
TRSにより、プロテクションの売り手は参照資産の購入資金を工面して、資産を直接購入するより低いコストで参照資産に対するエクスポージャーを得られる。プロテクションの買い手は資産価値の減少に対する保険を購入することと等しく、参照資産の信用リスクと市場リスクを売り手に移転する。参照資産は買い手の貸借対照表に残るため、売り手が「貸借対照表を借りる」（renting the balance sheet）戦略と呼ばれた。
TRSはクレジット・デフォルト・スワップ(CDS)と違い、参照資産に特定の信用事象が発生しなかった場合でも売り手からの支払いが行われ、信用リスクだけでなく市場リスクもプロテクションの買い手から売り手に転移する。

## TRSの利用
TRSにおけるプロテクションの売り手はヘッジファンドが最も一般的であり、買い手は自己資本がより多い銀行が一般的である。
アメリカ合衆国では1934年証券取引所法第13条(d)項により、上場会社の株式、転換社債などの持分証券を5%以上実質的に保有する場合、証券の取得から10日以内に大量保有報告書を提出する義務がある。ヘッジファンドのザ・チルドレンズ・インベストメント・ファンド(TCI)はCSXコーポレーションへの投資にあたり、CSXの株式を買付ける代わりに、複数の金融機関とのTRS契約を用いて、名目的にはCSXの株式を所有しないものの、2007年2月までにCSXの株式の14%にあたる間接的にエクスポージャーを取得した。CSXはTCIを1934年証券取引所法違反で提訴、TCIはTRS契約において、金融機関に株式購入の義務がなく、ほかの手段でCSXに対するエクスポージャーをリスクヘッジできるため、TCIは実質株主にあたらないと反論した。合衆国地方裁判所は金融機関が実際に株式を購入したうえ、TCIが金融機関それぞれの持分が5%未満になるよう、2007年10月までにTRS契約の取引相手を金融機関8社に分散したことを取り上げ、実質株主にあたると考えていなければそのように行動する理由がないとし、TCIが実質株主であり、大量保有報告書未提出により1934年証券取引所法に違反すると判示した。すなわち、TRS契約を経由する間接保有でも実質株主とみなされる。ただし、TCIの所有する議決権は実質ベースで14%にすぎず、CSXを支配するには至らないため、裁判所は判例に基づきTCIに大量保有報告書提出を命じることしかできなかった。
OTCスワップ型ETFでは対象指標との連動を保証する手段として、主に金融機関との間のTRS契約が用いられる。このTRS契約では対象指標が参照資産であり、ETFは対象指標のパフォーマンスを受け取り、純資産額と対象指標の変動率を一致させる形となる。対象指標と連動する一般的なETFと違い、変動率を完全に一致させることができ、トラッキング・エラーが生じないものの、取引相手である金融機関のカウンターパーティリスクを負う。お互いのカウンターパーティリスクを低減させる方策として担保を差し入れ、分別管理させる手段が挙げられる。
指数投資で得られる損益と指数の連動を保証するもう1つの手段として、エクセス・リターン・スワップ（excess return swap）がある。エクセス・リターン・スワップでは指数投資で得られる損益を対象資産とするが、エクセス・リターン（excess return、超過収益）の部分のみ支払われる。
英国銀行協会による1998年の調査によれば、全世界のクレジットデリバティブのうちTRSが想定原本ベースで1割を占めた。2000年には11%に上がったが、2006年の調査では「その他」（アセット・スワップなどを含め、合計で6%）に追いやられるほど低下した。

## 関連文献
- 古賀智敏「クレジット・デリバティブの公正価値会計―2―」『先物・オプションレポート』第13巻第2号、大阪証券取引所、2001年2月。